# Товариство збереження стародавніх норвезьких пам'яток

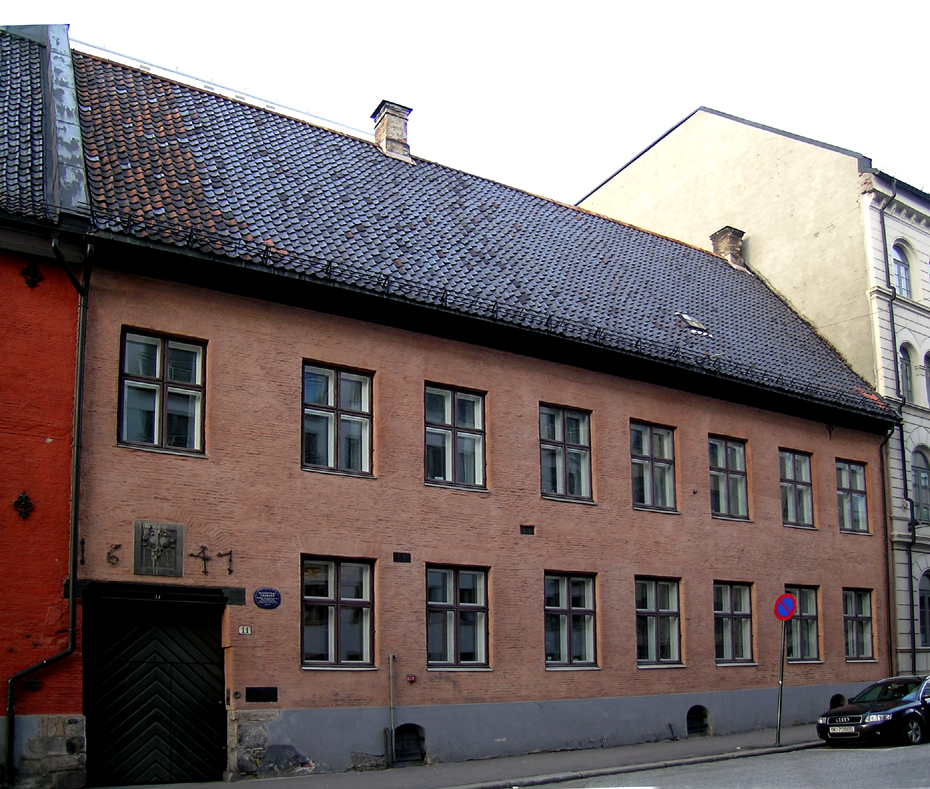
Штаб-квартира Fortidsminneforeningen розташована за адресою Дронінгенські ворота, 11 в Осло

Товариство збереження стародавніх норвезьких пам'яток (норв. Fortidsminneforeningen) — організація, яка зосереджена на охороні спадщини в Норвегії.
Товариство засновано в 1844 році художниками, істориками, мистецтвознавцями та археологами, у тому числі Дж. К. Даль та Йоахім Фріх. Ніколай Ніколайсен став головою в 1851 році, а з 1860 року був асоціацією антикварів.
Метою товариства є охорона та збереження будівель, церков та інших форм культурної спадщини. Їй безпосередньо належать сорок будівель, у тому числі дерев'яні церкви в Боргунді, Урнесі, Хопперстаді та Увдалі. Товариство має 18 повітових відділень і 37 місцевих відділень у повітах. Структура філії нагадує структуру фюльке Норвегії, за винятком того, що Осло та Акерсгус розташовані разом, Мере та Ромсдал розділені на Суннмьоре, Нордмьоре та Ромсдал, а місто Рерус є окремим підрозділом.